# Lumban Gorat
Lumban Gorat is een bestuurslaag in het regentschap Toba Samosir van de provincie Noord-Sumatra, Indonesië. Lumban Gorat telt 308 inwoners (volkstelling 2010).